# Easarg
 (janvier 2016).
Si vous disposez d'ouvrages ou d'articles de référence ou si vous connaissez des sites web de qualité traitant du thème abordé ici, merci de compléter l'article en donnant les références utiles à sa vérifiabilité et en les liant à la section « Notes et références ».
Dans la mythologie celtique irlandaise, Easarg (ou Esarg) est un dieu mineur chez les Tuatha Dé Danann.
Easarg est cité dans le Lebor Gabála Érenn sous le nom d'Easarg le tacheté ; dans ce récit, Easarg est fils de Néd fils de Iondae, et est père de Goibniu, Luichne, Credne Cerd et Diancecht.

## Sources
- R. A. Stewart Macalister (éd.), Lebor Gabála Érenn, vol. IV, Irish Texts Society, 1941 : § 104-117.